# Anthophora angolensis
Anthophora angolensis är en biart som först beskrevs av Dalla Torre 1896.  Anthophora angolensis ingår i släktet pälsbin, och familjen långtungebin. Inga underarter finns listade i Catalogue of Life.